# Bancoella
Bancoella is een geslacht van hooiwagens uit de familie Assamiidae.
De wetenschappelijke naam Bancoella is voor het eerst geldig gepubliceerd door Lawrence in 1947. 

## Soorten
Bancoella is monotypisch en omvat slechts de volgende soort:
- Bancoella bimaculata